# Anna Göldi
Anna Göldi ou Anna Göldin (Sennwald, 24 de outubro de 1734 — Glarona, 13 de junho de 1782) foi considerada a "última bruxa da Europa a ser executada".

## Biografia
Göldi provinha de família humilde e trabalhava como empregada doméstica. Ela teve dois filhos, sendo que o primeiro morreu logo após o nascimento. Anna Göldi foi acusada de infanticídio, condenada e punida.
Mais tarde viria a trabalhar como empregada na casa do médico, presidente de conselho, juiz e ministro  Johann Jakob Tschudi, pertencente a uma das mais ricas e influentes famílias do Cantão de Glarus. De acordo com as alegações, Anna teria enfeitiçado o leite das filhas de Tschudi com agulhas. Além disso, membros da família Tschudi testemunharam que uma das filhas teria repetidamente cuspido agulhas. Recaiu sobre Anna a culpa por enfeitiçar uma das meninas e ela foi formalmente acusada. Sob tortura, Anna viria a admitir sua culpa por conjurar forças diabólicas. O conselho de Glarus condenou-a em 13 de junho de 1782 à morte pela espada. O veredito foi cumprido sem demoras e causou polêmica tanto na Suíça quanto na Alemanha. Na leitura do veredito a acusação de bruxaria foi removida e os autos do processo destruídos; Anna foi executada por envenenamento. 
Partindo de análises de fontes até então desconhecidas, o jornalista Walter Hauser chega à conclusão de que Anna Göldi provavelmente mantinha um caso com seu amo Johann Jakob Tschudi e teria sido inclusive estuprada por ele. Já que adúlteros confessos não tinham a permissão de assumir cargos políticos, Tschudi teria provavelmente resolvido se livrar de Anna Göldi e iniciado o processo de bruxaria, que viria a terminar com a execução de Anna.
No jornal Zürcher Zeitung, o atual NZZ foi publicada uma carta em forma de classificado emitido pelo Cantão de Glarus em 9 de fevereiro de 1782 na qual a suposta bruxa era procurada:
"O honorável Estado de Glarus, compromete-se por meio desta a pagar cem coroas reais de recompensa àquele que descobrir e trouxer à justiça Anna Göldi, abaixo descrita; através da presente as autoridades de mais alto posto e seus funcionários subalternos também são conclamados a ajudar de toda forma possível na apreensão deste pessoa; é de lembrar que ela cometeu o ato monstruoso de administrar incrivelmente uma porção de agulhas e outros objetos a uma inocente criança de oito anos de idade.
Anna Göldin, da comuna de Sennwald, pertencente ao bailiado da Alta Sax e Forstek, na região de Zurique, aproximadamente 40 anos de idade, de estatura grande e robusta, rosto redondo e rosado, cabelos e sobrancelhas negras, tem os olhos meio adoentados, que encontram-se geralmente avermelhados, sua aparência é abatida e fala dialeto sennwaldês, usa uma saia colorida à moda, uma camisa listrada azul com uma jaqueta azul de cordas, tschope damastênico cinza, meias brancas, uma capa negra, abaixo um chapelete branco e usa uma echarpe de seda preta.
Data, 25 de janeiro de 1782
"Chancelaria de Glarus"
A carta original:
"nachbeschriebene Anna Göldin entdecken, und der Justitz einbringen wird, Einhundert Kronenthaler Belohnung zu bezahlen; womit auch alle Hohe und Höhere Obrigkeiten und Dero nachgesezte Amtsleuth ersucht werden, zu Gefangennehmung dieser Person all mögliche Hülfe zu leisten; zumahlen solche in hier eine ungeheure That, vermittelst geheimer und fast unbegreiflicher Beibringung einer Menge Guffen und anderen Gezeug gegen ein unschuldiges acht Jahr altes Kind verübet hat.
Anna Göldin, aus der Gemeind Sennwald, der Landvogthey hohen Sar und Forstek zugehörig, Zürchergebiets, ohngefähr 40. Jahr alt, dicker und grosser Leibsstatur, vollkommnen und rothlechten Angesichts, schwarzer Haaren und Augbraunen, hat graue etwas ungesunde Augen, welche meistens rothlecht aussehen, ihr Anschauen ist niedergeschlagen, und redet ihre Sennwälder Aussprach, tragt eine modenfarbne Jüppen, eine blaue und eine gestrichelte Schos, darunter eine blaue Schlingen- oder Schnäbeli-Gestalt, ein Damastenen grauen Tschopen, weis castorin Strümpf, ein schwarze Kappen, darunter ein weisses Häubli, und tragt ein schwarzes Seidenbettli.
Datum, den 25. Jenner St. v. 1782.
Nr. 12 vom 9. Februar 1782."

## Na cultura popular
Em 1991 Getrud Pinkus filmou a biografia Anna Göldi - Die Letzte Hexe (Anna Göldi - A Última Bruxa) com Cornelia Kempers no papel principal.
Em março de 2007 o governo cantonal e o conselho eclesiástico cantonal negaram uma Reabilitação de Anna Göldi por ocasião do 225º aniversário de sua morte, pois no consciente popular da população de Glarus ela já é tida como reabilitada. Para seu 225º aniversário de morte foi planejado a inauguração de um museu para a última bruxa da Europa. O "Anna Göldi Museum" encontra-se em Mollis e foi inaugurado em 22 de setembro de 2007.